# 무트노브스키산

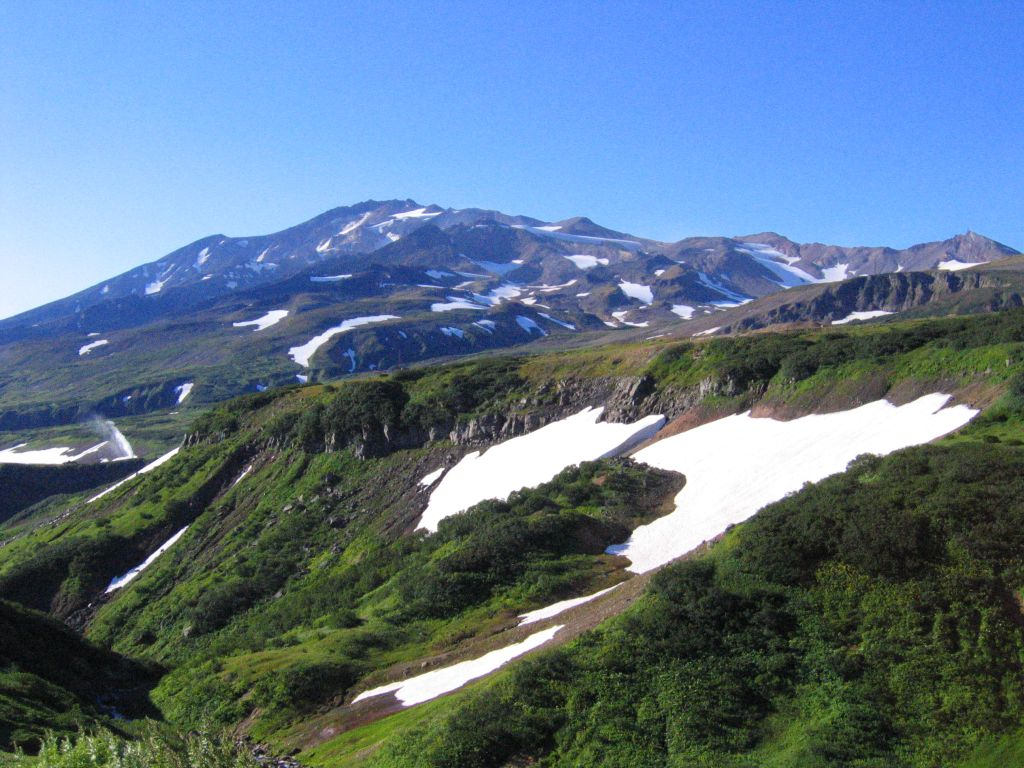

무트노브스키산(Mutnovsky)은 러시아의 캄차카반도에 있는 화산으로, 성층 화산이며, 활화산이다. 이 산은 유황이 있으며, 지금도 활동중이다.